# Death in Venice
Death in Venice (Italiaans: Morte a Venezia) is een film uit 1971 van de Italiaanse regisseur Luchino Visconti. De film is gebaseerd op de novelle Der Tod in Venedig van de Duitse auteur Thomas Mann. In Nederland en België werd de film destijds uitgebracht als Dood in Venetië.

## Verhaal
Het hoofdpersonage Gustav von Aschenbach (gebaseerd op Gustav Mahler) is op reis in Venetië. Daar raakt hij bezeten door de schoonheid van de Poolse jongeling Tadzio, die met zijn familie in hetzelfde hotel verblijft als Aschenbach. Aschenbach praat echter nooit met Tadzio.
In de novelle van Thomas Mann is het hoofdpersonage een romanschrijver, maar Visconti maakte er een componist van. Op die verandering na blijft de film betrekkelijk trouw aan het boek.
Terwijl Aschenbach rust tracht te vinden, wordt de rest van de stad geteisterd door een cholera-epidemie. De autoriteiten lichten de vakantiegangers echter niet in, omdat ze bang zijn dat ze allemaal zullen vertrekken. Wanneer Aschenbach en de andere gasten daguitstapjes maken in de binnenstad, ontdekken ze dat er iets mis is. Aschenbach wil vertrekken, maar besluit op het laatste nippertje om toch te blijven. Hij voelt zich jonger door de nabijheid van Tadzio. Hij gaat naar de kapper die hem er jonger laat uitzien door zijn haar te verven en hem te schminken. Vervolgens gaat hij naar het strand, waar hij sterft aan een hartaanval, terwijl hij kijkt naar Tadzio.

## Rolverdeling
| Acteur             | Personage                          |
| ------------------ | ---------------------------------- |
| Dirk Bogarde       | Gustav von Aschenbach              |
| Romolo Valli       | Hotelhouder                        |
| Mark Burns         | Alfred                             |
| Nora Ricci         | Gouvernante                        |
| Marisa Berenson    | Mevrouw von Aschenbach             |
| Carole André       | Esmeralda                          |
| Björn Andrésen     | Tadzio                             |
| Silvana Mangano    | Moeder van Tadzio                  |
| Leslie French      | Reisagent                          |
| Franco Fabrizi     | Barbier                            |
| Antonio Appicella  | Zwerver                            |
| Sergio Garfagnoli  | Jaschu                             |
| Ciro Cristofoletti | Receptionist                       |
| Luigi Battaglia    | Nietsnut                           |
| Dominique Darel    | Engelse toeriste                   |
| Nicoletta Elmi     | Klein meisje aan tafel (onvermeld) |